# Kinda Funny
Kinda Funny é uma empresa de entretenimento online que produz vídeos e podcasts sobre videogames, filmes, televisão e histórias em quadrinhos.
Kinda Funny cria conteúdo em dois canais do YouTube: O principal canal Kinda Funny apresenta vídeos de comédia como Kinda Funny: The Animated Series, bem como o podcast The GameOverGreggy Show, atualmente renomeado para The Kinda Funny Podcast, enquanto Kinda Funny Games é o braço de videogames da empresa com foco em Let's Plays e o podcast semanal The Kinda Funny Gamescast. Desde 19 de junho de 2017, o braço Kinda Funny Games da empresa produz um podcast diário de notícias sobre videogames ao vivo para o site de streaming Twitch e para o Youtube, sob o nome "Kinda Funny Games Daily".

## História

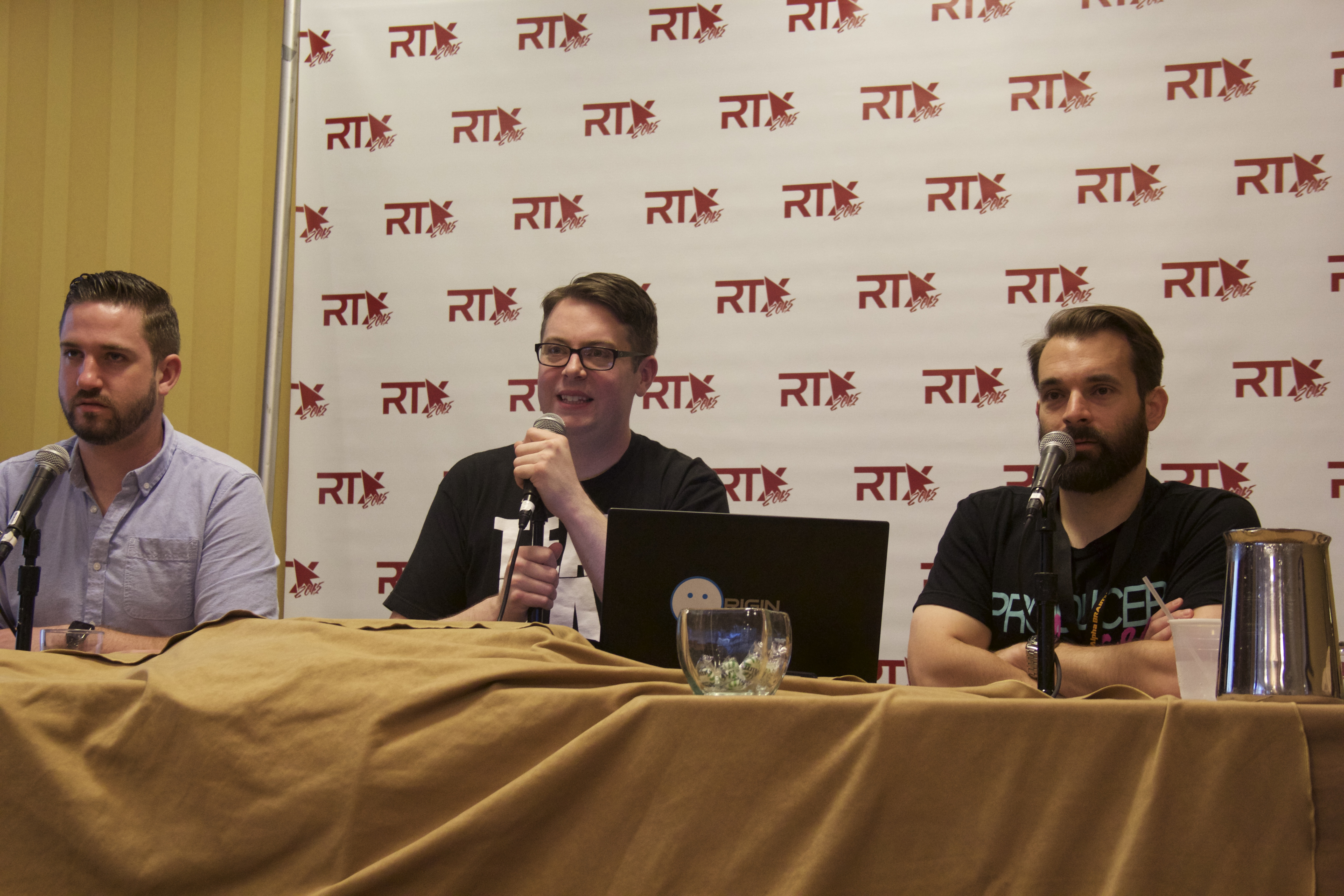
Membros do Kinda Funny (da esquerda) Gettys, Miller e Scarpino na RTX em 2015.

Em 5 de janeiro de 2015, os proeminentes editores e produtores da IGN Greg Miller, Colin Moriarty, Nick Scarpino e Tim Gettys deixaram a empresa de entretenimento de videogames para iniciar seu próprio empreendimento de entretenimento.  A nova empresa foi financiada principalmente através de suporte ao espectador e crowdfunding no Patreon .
O canal cobre jogos, filmes, televisão e histórias em quadrinhos, como foi abordado na IGN, mas muitas vezes aborda outros tópicos, como política e comidas. Seus fãs da IGN apreciavam seus comentários sobre esses e outros assuntos, então os criadores decidiram buscá-lo em tempo integral com podcasts diários, jogos ao vivo e transmissões de vídeo e programação produzida no YouTube. O crowdfunding arrecadou US$30.000 nos meses que antecederam esta decisão e US$10.000 no dia de seu anúncio. Logo depois, levantou cerca de US$ 35.000 por mês entre as duas contas operadas no Patreon. Ben Kuchera, do site Polygon, viu a notícia como evidência de que o conteúdo financiado por fãs alcançou novos níveis, e observou que os criadores de conteúdo ganhariam mais dinheiro quando os fãs pagavam aos criadores diretamente, em vez de criadores usarem propaganda para levantar dinheiro dos fãs indiretamente. A equipe também continuou a trabalhar como freelancers para a IGN depois de sua saída.
Em 30 de março de 2016, o Kinda Funny formou uma parceria com o Rooster Teeth se juntando à LetsPlay Network e agora aparece ocasionalmente em conteúdos de vídeo no canal LetsPlay, além de vender mercadorias na loja online Rooster Teeth e participar de eventos da LetsPlay.
Novo conteúdo do Kinda Funny foi apresentado em um dos dois palcos da GameSpot na Electronic Entertainment Expo de 2016. Greg Miller foi nomeado "Trending Gamer" no The Game Awards de 2015 e "Personalidade Online Mais Divertida" no SXSW Gaming Awards de 2016.
Em 13 de março de 2017, Colin Moriarty anunciou sua renúncia da empresa após uma diferença na visão criativa com o resto dos co-fundadores do Kinda Funny e criou sua própria série de podcasts sob a marca Colin's Last Stand.
Em 2017, Kinda Funny adicionou Andy Cortez, um ex-funcionário da Rooster Teeth, juntamente com a gerente de mídias sociais Joey Noelle e o irmão de Tim, Greg 'Cool Greg' Gettys, para sua equipe. Após a saída de Danny O'Dwyer como um co-anfitrião do Kinda Funny Games Daily, Gary Whitta, mais conhecido por seu trabalho como co-escritor do filme de Star Wars Rogue One e Livro de Eli, se juntou ao elenco de co-anfitriões  que também inclui Andrea Rene, da What's Good Games, e Jared Petty, ex-editor da IGN.